# Richard van Nieuwkoop
Richard van Nieuwkoop (Rijnsburg, 18 april 1987) is een voormalige keeper van ADO Den Haag.
De doelman doorliep de jeugdopleiding van Ajax, maar maakte in 2006 de overstap naar het beloftenelftal van ADO Den Haag. Door blessures van Stefan Postma en Josh Wagenaar, maakte Van Nieuwkoop in het februari 2007 zijn debuut voor het eerste van ADO Den Haag. Dit kwam door een blessure bij Josh Wagenaar. Een week later stond hij tegen zijn Ajax ook onder de lat. Na de komst van Sergio Sánchez van Getafe CF moest hij zijn plek in het doel weer afstaan. Uiteindelijk speelde Van Nieuwkoop in dat seizoen 3 wedstrijden voor ADO Den Haag. Een seizoen later speelde Van Nieuwkoop nog een wedstrijd.